# Sandi Toksvig

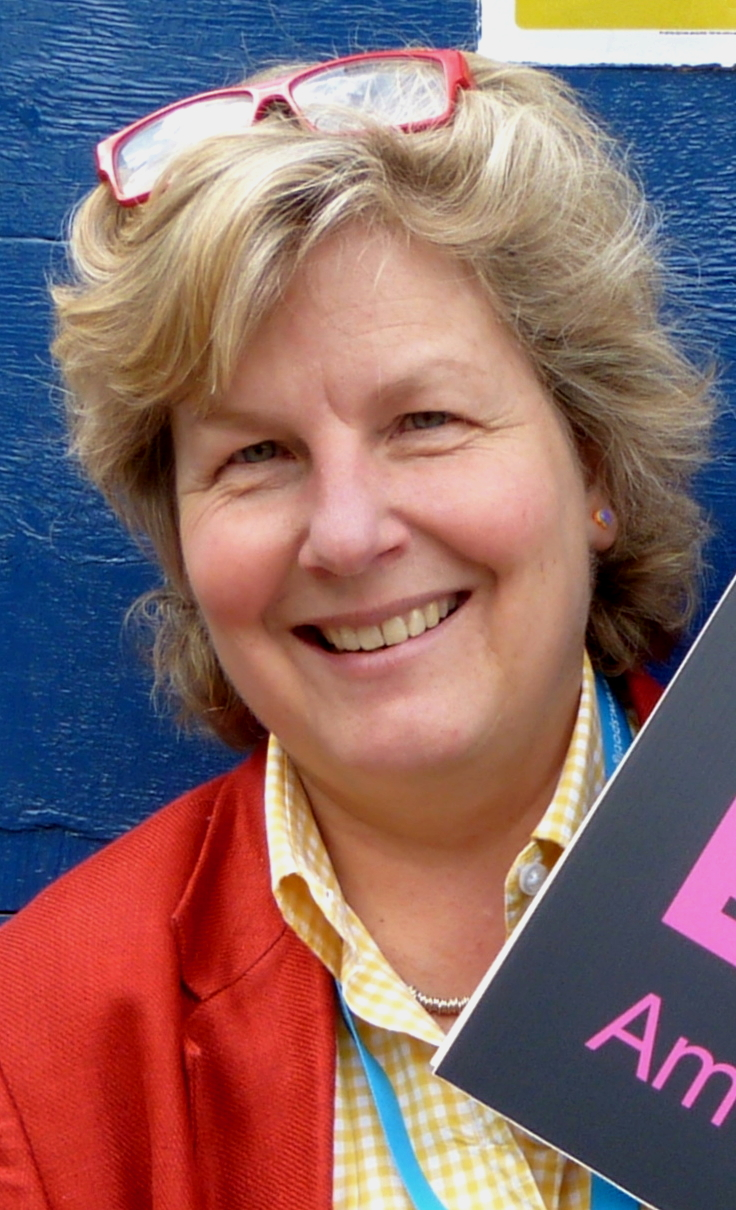
Sandi Toksvig (2013)

Sandra „Sandi“ Birgitte Toksvig, OBE, (* 3. Mai 1958 in Kopenhagen, Dänemark) ist eine britische Schriftstellerin, Komikerin und Radio- und Fernsehmoderatorin. Sie lebt und arbeitet in England.

## Karriere
Sandi Toksvig wurde am 3. Mai 1958 in Kopenhagen geboren. Ihr Vater ist Claus Toksvig, der Auslandskorrespondent für Danmarks Radio war. Sandi Toksvig hatte sechs Jahre lang die Mamaroneck High School in New York besucht, bevor sie später am Girton College in Cambridge studierte. Ihr erstes Buch erschien 1994 unter dem Titel Tales from the Norse's Mouth, es ist eine erfundene Geschichte für Kinder; eine deutsche Veröffentlichung gibt es nicht. Sie schreibt regelmäßig Kolumnen für das Frauenmagazin Good Housekeeping und für den Sunday Telegraph.
Ihre Karriere als Komikerin begann sie in Cambridge, als sie mit den Cambridge Footlights die erste Show schrieb, in der nur Frauen mitspielten. Während sie am Girton College studierte, war sie auch Mitglied der der Schauspielgruppe Cambridge University Light Entertainment Society. Sie spielte auch im Londoner Comedy Store Improvisationstheater. Ein Bestandteil ihrer Fernsehkarriere ist das Präsentieren der Kinderserien No. 73, Saturday Starship, Get Fresh, Motormouth und Gilbert's Fridge. Von 2010 bis 2016 war sie eine der beiden Moderatorinnen von The Great British Bake Off. Sie war regelmäßig Gast der humoristischen Quizsendung QI Quite Interesting, deren Moderation sie schließlich im Oktober 2016 von Stephen Fry übernahm. Sie erschien auch in Shows wie Call My Bluff, Whose Line Is It Anyway?, Mock the Week und Have I Got News For You sowie in der ersten Episode von Have I Got News For You im Jahr 1990.

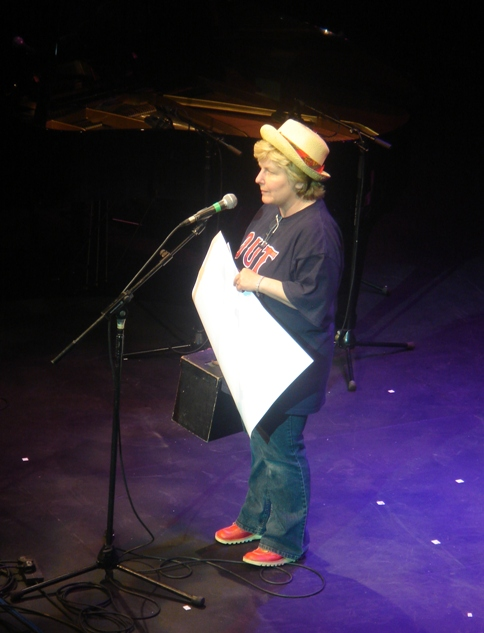
Sandi Toksvig (2008)

Bis Juni 2015 moderierte sie auf BBC Radio 4 The News Quiz; dort hatte sie ab September 2006 Simon Hoggart ersetzt. Im Jahr 2007 war sie auch die Hauptmoderatorin der Sendung Excess Baggage. Sie ist ebenfalls häufig ein Gast in der Show I’m Sorry I Haven’t a Clue und Giles Wemmbley Hogg Goes Off. Drei Jahre lang, bis Dezember 2005, machte sie wochentags um die Mittagszeit eine Sendung beim Londoner Talkradio LBC 97.3.
Ihre Ehefrau ist die Psychotherapeutin Debbie Toksvig.

### Politische Karriere
Sandi Toksvig unterstützte die Liberal Democrats. Im 2003 kandidierte sie für den Posten des Kanzlers der University of Oxford, schied jedoch im ersten Wahlgang aus. Sie unterstützte eine Kampagne gegen Studiengebühren (student fees). Im März 2015 war sie Mitbegründerin der Women’s Equality Party.

## Bücher

### Kinderbücher (englisch)
- Hitlers Kanarie Sandi Toksvig, Valerius uitgeverij, Vlaardingen, Holland, April 2006 ISBN 90-78250-02-X [Dänische Übersetzung]
- Hitler's Canary, Sandi Toksvig, Doubleday, July 2005
- The Troublesome Tooth Fairy, Sandi Toksvig, Transworld, November 2000, ISBN 0-552-54663-1
- Super-Saver Mouse to the Rescue, Sandi Toksvig, Transworld, April 2000, ISBN 0-552-54541-4
- Super-Saver Mouse, Sandi Toksvig, Transworld, September 1999, ISBN 0-552-54540-6
- If I didn't have elbows, Sandi Toksvig, Deagosti, April 1998, ISBN 1-84089-048-7
- Unusual Day, Sandi Toksvig, Transworld/Corgi, April 1997, ISBN 0-552-54539-2
- If this had never been invented, Sandi Toksvig, Deagosti, 1996
- Tales from the Norse's mouth, Sandi Toksvig, BBC Books, März 1994, ISBN 0-563-40358-6

### Erwachsenenbücher (englisch)
- Island Race: an improbable voyage round the coast of Britain, John McCarthy and Sandi Toksvig, BBC Books, 1995
- Great Journeys of the World, Sandi Toksvig et al., Penguin, 1997
- Drowning in the Desert, Sandi Toksvig, Transworld, 1998
- Whistling for the Elephants, Sandi Toksvig, Transworld, August 1999, ISBN 0-593-04480-0
- Whistling for the Elephants, Sandi Toksvig, Little Brown, August 1999
- Flying Under Bridges, Sandi Toksvig, Little Brown, April 2001
- The Travels of Lady Bulldog Burton, Sandi Toksvig and Sandy Nightingale, Little Brown-Verlag, September 2002
- Tell The Fuhrer It's Shakespeare, Sandi Toksvig, Little Brown-Verlag, Dezember 2002
- Gladys Reunited: A Personal American Journey, Sandi Toksvig, Little Brown-Verlag, 2003, ISBN 0-7515-3328-9
- Melted into Air, Sandi Toksvig, Little Brown-Verlag, Juli 2006
- Forgotten Forest, Sandi Toksvig, Juni 2007

### Deutsche Veröffentlichungen
Auf Deutsch sind zwei ihrer Bücher erschienen:
- Elefantenballett. Goldmann, München 2000, ISBN 3-442-35269-X.
- Hitlers Kanarienvogel. Boje, Köln 2006, ISBN 978-3-414-82029-7 (englisch: Hitler’s Canary. Übersetzt von Tanja Ohlsen).